# Pitboy
Pitboy é um estereótipo ligado a indivíduos do sexo masculino, de grande porte físico e que habitualmente se envolvem em brigas. Dentre os elementos comuns ao estereótipo, estão o de frequentar academias de musculação e o de praticar artes marciais, bem como, ao que o próprio nome indica, o de possuir um cachorro da raça pitbull. A expressão é de uso corrente e é empregada em portais de internet, jornais impressos até mesmo programas televisivos do Brasil. Ainda na TV, o estereótipo serviu de base para o personagem Carlos Maçaranduba (Cláudio Manoel) e seu amigo Uilson Montanha (Bussunda), do grupo Casseta & Planeta.